# One-Point-Stereosystem
Die Firma Denon benutzte den Begriff One Point Recording für ihre Verwendung eines einzelnen Stereo-Mikrofonsystems bei Konzertaufnahmen. Denon betonte bei der CD-Vermarktung einiger audiophiler Digitalaufnahmen, dass dieser gezielte Verzicht auf weitere Stützmikrofone die natürliche Räumlichkeit der Aufnahme verbessere.
Die wenig dokumentierte technische Umsetzung des Denon-One-Point-Stereosystems entspricht wohl der bekannten AB-Stereofonie mit zwei Diffusfeld-entzerrten Kugelcharakteristik-Mikrofonen.
Ebenso wird die Bezeichnung one-point-Stereosystem für alle Aufnahmen verwendet, bei denen nur ein einzelnes Hauptmikrofon ohne „Ausleger“ und „Stützen“ (z. B. Laufzeitstereofonie, XY-Stereofonie, Äquivalenzstereofonie) zum Einsatz gelangt. 